# Radio Palermo
Radio Palermo va ser una emissora de ràdio situada en la Ciutat Autònoma de Buenos Aires, República Argentina, que emetia en les freqüències modulades FM 94.7, FM 93.9 i, exclusivament per Internet, en el seu canal Palerm Sports. La programació estava íntegrament integrada per programes de producció independent.
Els tres canals transmetien les 24 hores a través d'Internet en virtut d'un acord realitzat amb Cienradios, el portal de ràdios més gran de Llatinoamèrica.
Al començament de 2015 inicia el seu propi canal multimèdia a partir d'un conveni amb YouTube i gràcies a la instal·lació de programari que incorpora vídeo a les transmissions. Radio Palermo es convertia, així, en la primera radio per a produccions independents a brindar aquest servei.
En la primera setmana del mes de desembre de 2018 es concreta la venda de la societat FM del Barrio SRL titular de les freqüències 94.7 i 93.9 mes l'edifici del carrer Emilio Ravignani 1732 al titular del Sindicato Único de Trabajadores de Renta y Horizontal (SUTERH), Víctor Santa María, qui el primer dia de l'any 2019 es fa càrrec de l'emissora on des del mes de febrer del mateix any llança l'emissora esportiva Radio Club 94.7 amb el periodista Gonzalo Bonadeo com a figura principal.

## Història

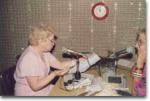

Radio Palermo va iniciar les seves transmissions al desembre de 1988 sota el nom de FM Palermo, des d'una antiga casa a l'Av. Coronel Díaz 1811 CABA, amb un rudimentari transmissor d'1 kw i equips domèstics, en el marc d'un context social que propiciava el sorgiment de nous mitjans de comunicació, en particular, ràdios de freqüència modulada, de baixa potència.
A principis dels anys '90 la majoria de les emissores de la República Argentina eren noves, transmetien en freqüència modulada i eren gairebé mil set-centes, malgrat que l'Estat no atorgava llicències i l'obsoleta Llei de Radiodifusió no les emparava. Moltes d'elles van ser decomissades, perseguides i clausurades, i unes altres van transmetre en la clandestinitat. Aquest fenomen ocorria a tot el món; segons el país o la regió, aquest tipus de ràdios van ser anomenades clandestines, truites, lliures, il·legals, pirates, de barri alternatives i comunitàries.

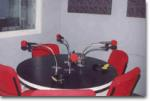

En permanent creixement, en 1994 FM Palerm es va mudar a un nou estudi amb tecnologia d'avançada situat al carrer Güemes 3773 de CABA. Aquest nou espai, va marcar l'inici de majors inversions en infraestructura i equips.
El juliol de 2005 va canviar la seva denominació i imatge institucional per Radi Palerm, inaugurant el nou edifici al carrer Emilio Ravignani 1732, en l'innovador i florent barri porteny de Palermo Hollywood. L'edifici actualment compta amb dues plantes de 600m2 de superfície, equipades amb sofisticada tecnologia i disseny d'avantguarda, preparades per a desenvolupar i presenciar totes les activitats vinculades a la realització dels programes de ràdio.

## Perfil
L'emissora va ser ràdio líder a emetre programes de producció independent i oferia una plataforma especialment dissenyada i preparada per a brindar serveis d'excel·lència als productors de continguts, als anunciants, als oïdors, al públic que participa dels programes, als estudiants de ràdio, locució o periodisme i a tots aquells que desitjaven gaudir de l'experiència de la ràdio.

## Estudis

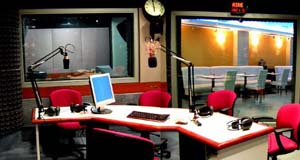

Els seus 4 estudis de moderna tecnologia van ser dissenyats per a la posada en l'aire en viu de programes de tota mena. Per a aquells que, mentre condueixen el seu propi programa visquin, a més, l'experiència de l'operació tècnica, per a la sortida a l'aire en viu de músics, bandes i cors, amb graderies en el seu interior per a 15 persones.
Comptava amb un estudi de Producció de So: per a gravar, editar i rebre assessorament professional.

## Altres instal·lacions
A més dels estudis, l'edifici de RPLM cuontaba amb àrees especialment dissenyades perquè els productors i conductors de programes
radials, desenvolupessin la seva activitat professional en ambients confortables, permetent un òptim treball de pre i post producció.
En aquest sentit, s'ha convertit en un espai de co-working especialitzat, en el qual treballen els qui produeixen comunicació massiva i diversos tipus de productes de comunicació digital.
Tenia, a més, un bar i restaurant temàtic, el RADIOBAR, al costat dels estudis d'aire, la sales de control tècnic i els sectors de producció.
El RADIOBAR incloïa, també, un espai d'art en el qual exposen diferents artistes i integra el circuit dels Gallery Nights de la Ciutat de Buenos Aires.

## Premis
RPLM ha estat guardonada amb el Premis Ondas 2003 Iberoamericà de Ràdio i Televisió, atorgat per Cadena Ser d'Espanya i Ràdio Barcelona, any 2003 a la millor ràdio Iberoamericana; Premi ETER, atorgat per l'Escola Terciària d'Estudis Radiofònics, a la Millor Ràdio Alternativa; Premi a l'Excel·lència Broadcasting a la Millor Programació en Ràdios de Baixa Potència, atorgat pel Grup de Comunicació Broadcasting; Premi Gran Premi a la Creativitat en Ràdio en la rúbrica Millor Campanya de Ben Públic, atorgat pel Bureau Argentí de Ràdio.

## Contingut

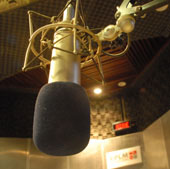

Creatius, innovadors, avantguardistes, agosarats. Així són els productors independents (PI). Un grup de persones o organitzacions de tota mena, amb propis continguts i idees, que s'han convertit, en els últims anys, en veritables emprenedors de la comunicació, amb un notable i creixent desenvolupament dins de la indústria, tant en la producció cinematogràfica, com en la televisiva i radial.
Amb diversos objectius i motivacions: com a negoci, per a comunicar idees i conceptes a segments específics del mercat, com a complement del seu aprenentatge o com un sofisticat entreteniment, l'activitat és creadora de genuïns recursos econòmics i fonts de treball. Així periodistes, professionals d'altres àrees, locutors, tècnics, estudiants de comunicació social, etc., troben en la ràdio un lloc d'intercanvi, d'expressió, de creació d'entreteniment i de desenvolupament de negocis.
La programació de Ràdio Palerm estava integrada per cicles que abasten diferents temàtiques com a cultura, espectacles, cinema, esports, opinió, informació general, música de tots els estils, gastronomia, informació d'actualitat, opinió, salut, mineria, ecologia, humor, i fins a un programa que s'emet íntegrament en anglès.
Organitzacions com el Liceu Cultural Britànic, la Fundació per a la Medicina (FUNDAMED), l'Associació Civil Martín Castellucci, la Universitat de Palerm, entre d'altres, posen a l'aire els seus programes.
També compta amb cicles de mitjans internacionals com Radio Sputnik que transmet directe des de Moscou, i Korean Broadcasting System, KBS, des de Corea.